# Eduardo Cunha

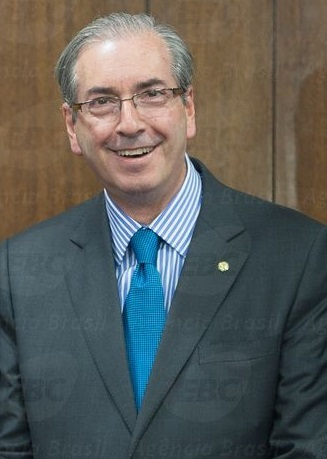
Eduardo Cunha (2015)

Eduardo Cosentino da Cunha  (* 29. September 1958 in Rio de Janeiro) ist ein brasilianischer Politiker der Partido do Movimento Democrático Brasileiro (PMDB) und radikaler evangelikaler Radioprediger. Von Dezember 2015 bis 5. Mai 2016 war er der Präsident der brasilianischen Abgeordnetenkammer. Die BBC News betitelten ihn als Dilma Rousseffs „Nemesis“.
Im Rahmen der Operation Lava Jato rund um den staatseigenen Ölkonzern Petrobras wurde er im Oktober 2016 angeklagt und im März 2017 zu einer Gefängnisstrafe von mehr als 15 Jahren verurteilt. Zuvor hatte der Oberste Gerichtshof Brasiliens seine Absetzung als Sprecher des Unterhauses erwirkt und die Abgeordnetenkammer  den Entzug seines Mandats, per Beschluss vom 12. September 2016 mit 450:10 Stimmen, nachdem feststand, dass er über seine Bankkonten in der Schweiz gelogen hatte.

## Politik
Cunha gehört der Assembleia de Deus an, einer evangelikalen Pfingstkirche mit besonders großer Bedeutung in Brasilien. Er tritt gegen Abtreibung ein; die in Brasilien ohnehin nur in wenigen Fällen (Vergewaltigung und Lebensgefahr für die Mutter) legale Abtreibung sollte nach seiner Meinung grundsätzlich verboten werden. Er ist für eine Strafverschärfung bei Cannabisbesitz und für eine restriktive Haltung gegenüber Homosexualität, die er „therapieren“ lassen will.
1989 war er Teil des Wahlkampfteams von Fernando Collor de Mello und wurde nach dessen Sieg zum Dank Geschäftsleiter des staatlichen Telekommunikationskonzerns Telerj, verlor den Posten aber nach dem Rücktritt von Fernando Collor wegen Korruptionsvorwürfen gegen diesen. Eduardo Cunha soll dabei involviert gewesen sein, wurde aber nie gerichtlich belangt.
Im Jahr 2000 wurde er Untersekretär im Amt für sozialen Wohnungsbau von Rio de Janeiro, musste aber nach sechs Monaten wegen Unregelmäßigkeiten zurücktreten. Aufträge waren zu überhöhten Preisen an Phantasiefirmen und Parteifreunde vergeben worden. Danach hatte er trotzdem diverse staatliche Posten inne, wobei sein Name immer wieder in Korruptionsskandalen auftauchte. Unterstützung fand er durch den Gouverneur Anthony Garotinho, mit dessen Hilfe er, wenngleich nicht problemlos, für die Jahre 2001 bis 2002 als Abgeordneter in die Gesetzgebende Versammlung des Bundesstaates Rio de Janeiro gelangte. Seit 2003 ist er Abgeordneter für den Bundesstaat Rio de Janeiro in der Abgeordnetenkammer des Nationalkongresses.
Ab 2011 schmückte er sich gern mit folkloristischen Initiativen und versuchte, ohne Erfolg, einen Entwurf zu einem „Heterosexuellentag“ in das Parlament einzubringen, um den „Dia do Orgulho Heterossexual“ (Tag des heterosexuellen Stolzes) gesetzlich in Brasilien zu verankern.
Cunha wurde in der 55. Legislaturperiode im Dezember 2015 zum Parlamentspräsident. Parlamentssitzungen eröffnete er gelegentlich mit Bibelsprüchen. Als unternehmerfreundlicher Evangelikaler gehörte er einer parteiübergreifenden Fraktion der Evangelikalen an, die fast 15 Prozent der Parlamentssitze nach dem Rechtsruck bei den Kongresswahlen Ende 2014 innehaben. Um Mehrheiten für konservative Gesetzesvorlagen zu zimmern, haben sich die Religiösen mit anderen Gruppen zusammengetan: Einerseits die „Null-Toleranz-Fraktion“, die vor allem aus ehemaligen Polizisten und Soldaten besteht und andererseits die „Agrarfraktion“, die die Interessen der Großgrundbesitzer vertritt – gegen Kleinbauern und Indigene, die um ihre Landtitel kämpfen. Ein Verfassungszusatz soll die Demarkation von Indígena-Schutzgebieten dem Kongress übertragen. Im Volksmund wird diese Allianz BBB-Fraktion genannt, für „Bancada do Boi, Bíblia e Bala“ (zu deutsch Fraktion der Bullen, Bibel und Blei).
Rund um den Korruptionsskandal von Petrobras wurde bekannt, dass Eduardo Cunha eine Reihe von Konten in der Schweiz betreibt, darunter vier bei der Bank Julius Bär. Dabei hatte er zuvor unter Eid bestritten, Bankkonten im Ausland zu haben. Cunha soll in seiner politischen Laufbahn 40 Millionen US-Dollar Schmiergelder kassiert haben. Im April 2015 wurde in der Schweiz gegen Cunha ein Verfahren wegen „Geldwäscherei und Bestechung fremder Amtsträger“ eröffnet. Er brachte selbst die Schweizer auf die Spur, denn nach ersten ihn beschuldigenden Berichten in Brasilien beauftragte er die Kundenberater von Julius Bär, seine Konten auf den Namen seiner Ehefrau zu überschreiben. Ausweislich der Panama Papers steht er mit anonymen Offshore-Firmen von Mossack Fonseca in Verbindung. Von mehreren Kronzeugen der „Operation Lava Jato“ wird Cunha mit der Offshore-Firma Penbur Holdings S.A. in Verbindung gebracht.
Obwohl Cunha der PMDB, einer Koalitionspartei der Regierung angehört, betrieb er offen Oppositionspolitik gegen die Mitte-Links-Präsidentin Dilma Rousseff und trieb das Amtsenthebungsverfahren gegen sie voran. Umgekehrt wurde 2015 gegen ihn im Ethik-Rat des Kongresses ein Verfahren eingeleitet, um ihn wegen Bestechlichkeit aus dem Parlament auszuschließen. Am 5. Mai 2016 ordnete das Supremo Tribunal Federal (Oberste Bundesgericht) die Aufhebung des Abgeordnetenmandats von Parlamentspräsident Cunha bis auf Weiteres an. Das Gericht begründete dies mit Amtsmissbrauch, um die Ermittlungen zu seiner Verstrickung in den Petrobras-Korruptionsskandal zu hintertreiben. Interimistischer Nachfolger als Parlamentspräsident wurde der bisherige Vizepräsident der Abgeordnetenkammer, Waldir Maranhão, der ebenso im Rahmen der Operation Lava Jato unter Korruptionsverdacht steht. Mitte September 2016 beschloss das brasilianische Unterhaus schließlich mit großer Mehrheit, Cunha sein Mandat auf Dauer zu entziehen. Im Oktober 2016 wurde er unter der Anklage, von Petrobras für die Vergabe von Aufträgen mehrere Millionen US-Dollar Schmiergeld verlangt und erhalten zu haben, verhaftet.
Am 30. März 2017, befand ihn das Gericht in der Causa Lava Jato in den Anklagepunkten Steuerhinterziehung, Geldwäsche und Korruption für schuldig und verurteilte ihn zu einer Gefängnisstrafe von 15 Jahren und 4 Monaten. Zwei weitere Gerichtsverfahren sind noch anhängig.